# Maculinea caucasica
Maculinea caucasica är en fjärilsart. Maculinea caucasica ingår i släktet Maculinea och familjen juvelvingar. Inga underarter finns listade i Catalogue of Life.